# Chauvetia ventrosa
Chauvetia ventrosa is een slakkensoort uit de familie van de Buccinidae. De wetenschappelijke naam van de soort is voor het eerst geldig gepubliceerd in 1976 door Nordsieck.